# Mosquée Amr ibn al-As
La mosquée Amr ibn al-As (en arabe: جامع عمرو بن العاص) est située dans le quartier historique du Caire, en Égypte. Modifiée à de nombreuses reprises au cours des siècles, elle se distingue à la fois par son caractère modeste et l'ancienneté de sa fondation : érigée à partir de 642, elle fut la première mosquée construite sur le sol égyptien, et sur le sol africain en général. 
Elle doit son nom au général arabe Amr ibn al-As, qui conquit l'Égypte et y introduisit l'islam à la fin du VIIe siècle.

## Historique

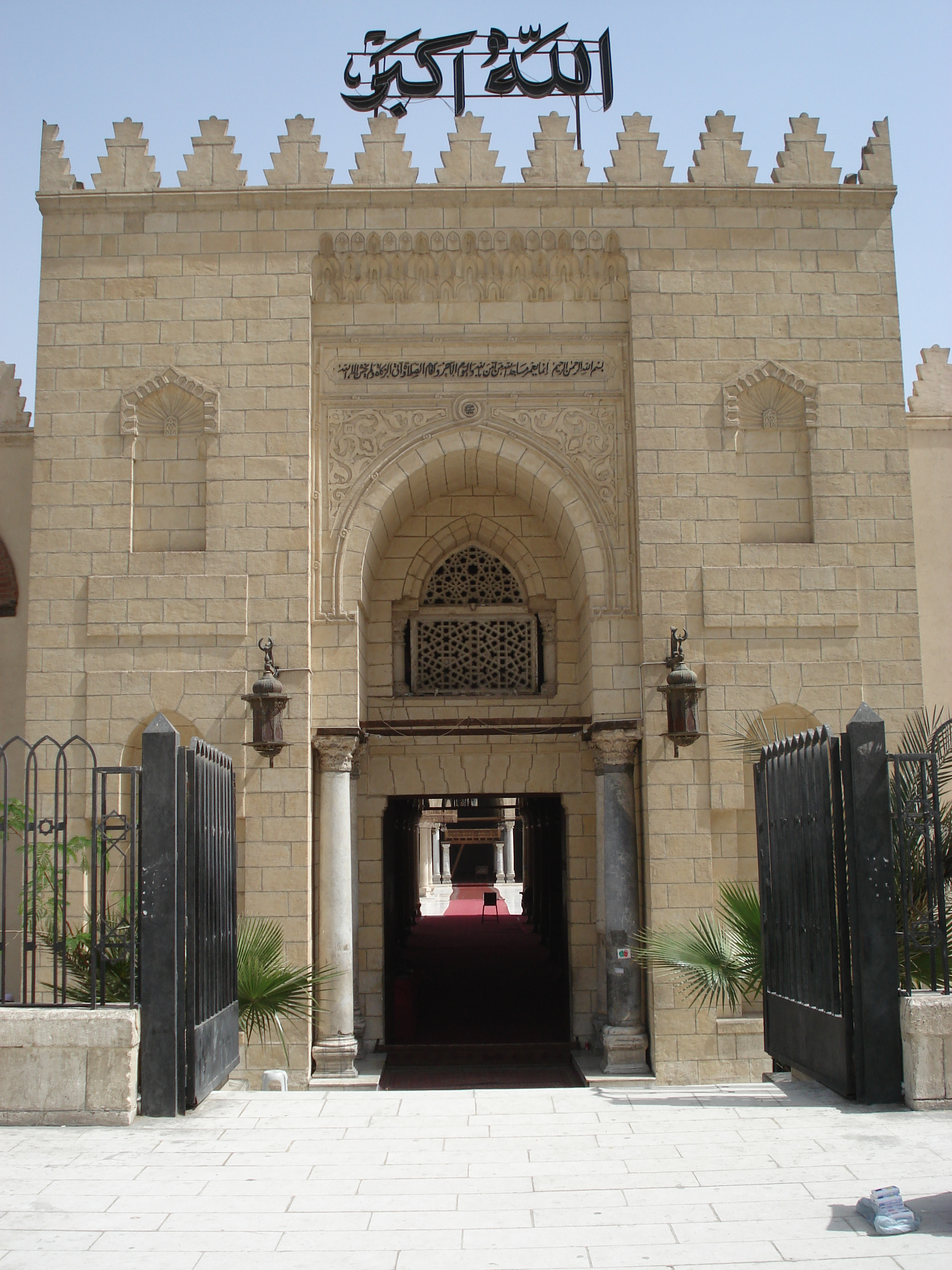
Le portail de la mosquée. L'inscription au sommet, Allah akbar, signifie « Dieu est le plus grand »

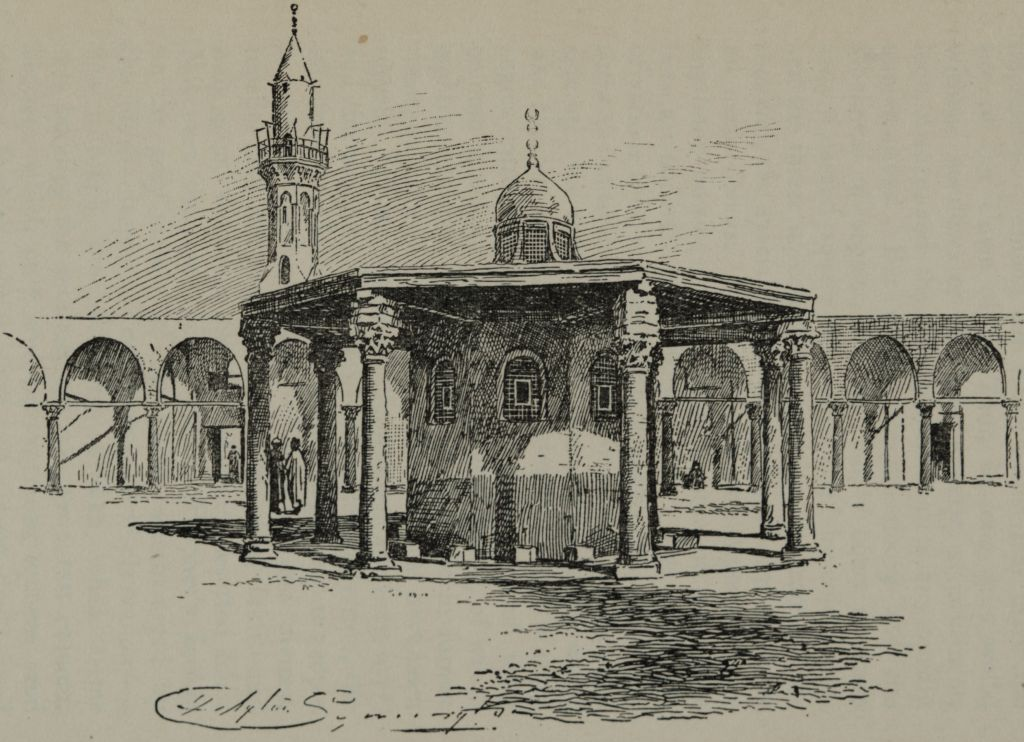
La mosquée en 1902.

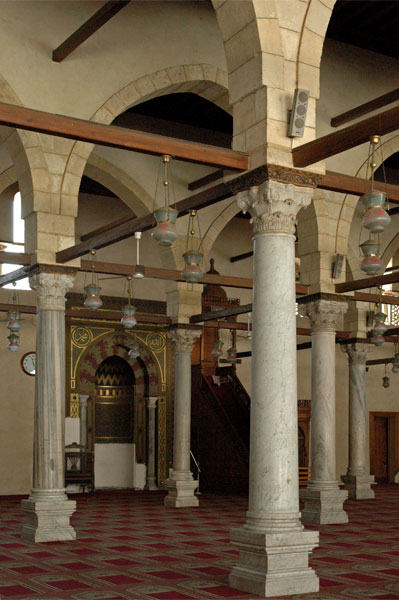
La mosquée est divisée en plusieurs vaisseaux par une série de colonnes.

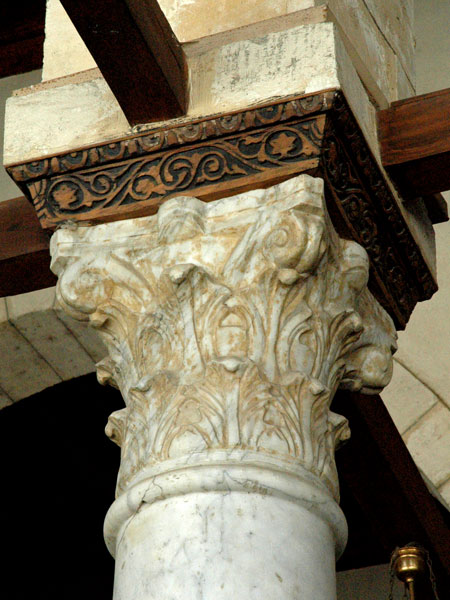
Détail d'un chapiteau et de son architrave en bois sculpté.

Amr ibn al-As, compagnon du prophète et général des armées musulmanes, conquiert la riche province d'Égypte en 639. Après avoir pris Péluse et la forteresse de Babylone d'Égypte, il installe un camp de tentes au nord de celle-ci : la future Fostat (« campement », en arabe), qui deviendra Le Caire. La légende rapporte que peu avant de faire marche vers Alexandrie (alors capitale de l'Égypte), une colombe vient pondre un œuf devant la tente du général musulman. Après la victoire de celui-ci, jugeant la chose de bon augure, il décide qu'à l'emplacement du campement s'élèvera la nouvelle capitale du pays. Au centre du camp, la tente du commandant est aménagée en mosquée, suivant l'exemple du prophète Mahomet, qui avait fait de même avec sa maison de Médine. 
En 642, une mosquée « en dur » est édifiée, mais reste très rudimentaire : les descriptions de l'époque la présentent comme un petit édifice en terre crue, couvert d'une toiture de palmes supportée par des troncs de palmiers. Épousant la forme d'un rectangle de 30 coudées de largeur sur 50 de longueur (soit 29 mètres sur 15 environ), elle ne comprenait aucun mobilier, avait un sol en terre battue, et c'est à l'aide de quatre piliers qu'était matérialisée la direction de La Mecque, ville sainte vers laquelle les croyants doivent se tourner pour prier. Pour modeste qu'il soit, cet édifice n'en est pas moins la première mosquée à être bâtie sur le sol égyptien, et sur le sol africain en général.
Le sanctuaire est agrandi en 672 par Maslamah Ibn Mukhallad al-Ansâri, gouverneur d'Égypte pour Muʿāwiya, premier calife omeyyade. Sa superficie est doublée et quatre minarets sont établis aux angles du bâtiment. Le mobilier reste très sommaire, mais des tapis de paille viennent recouvrir le sol. La mosquée est de nouveau agrandie par ʿAbd al-ʿAzīz ibn Marwān en 698, et sa structure renforcée. Un mirhab concave (innovation architecturale) est mis en place vers cette époque, copié sur celui réalisé dans la mosquée de Médine par Omar ibn Abd al-Aziz. De nouvelles transformations sont menées en 827, à la faveur d'une campagne de travaux menée par Abd Allah ibn Tahir. Quelques années plus tard, le calife abbasside Al-Ma’mūn est à l'origine de nouvelles transformations, portant les dimensions de l'édifice à 120 mètres sur 112. Un nouveau minaret est édifié (portant leur nombre à cinq) sous les Fatimides. À cette époque, la petite mosquée de terre crue n'est plus qu'un lointain souvenir : les murs sont désormais en pierre et les troncs de palmiers ont été remplacés depuis longtemps par des colonnes en marbre.
En 1169, Fustat est délibérément incendiée par ordre du vizir Shawar, craignant que la ville ne soit prise par les armées croisées. Le centre du pouvoir est déplacé plus au nord, où une nouvelle ville a été fondée quelques années plus tôt (969) : Al-Qaira, « La victorieuse », c'est-à-dire Le Caire. 
La mosquée sera pourtant relevée de ses ruines en 1179 par Saladin. En 1302, un tremblement de terre l'endommage de nouveau, mais elle est restaurée.
Une grande campagne de restauration est menée en 1796 par Mourad Bey. Certaines parties de l'édifice, trop abîmées par le temps, sont détruites. C'est vers cette époque qu'est édifié le minaret actuel. De nouvelles transformations sont menées en 1845, puis (partiellement) au début des années 1980, époque où est notamment reconstruite l'entrée principale.
En 1992, le bâtiment est sévèrement ébranlé dans sa structure par un tremblement de terre. Des lézardes apparaissent en plusieurs endroits, rapidement colmatées. Deux ans plus tard, le 25 mars 1994, une partie du mur extérieur s'effondre. Enfin, presque deux ans jour pour jour, le 24 mars 1996, une portion de voûte s'effondre à son tour, contraignant les autorités à mettre en œuvre une profonde campagne de restauration, qui se poursuit jusqu'en 2002.
La mosquée, qui mêle des éléments de différentes époques, se compose d'une cour (sahn), enrichie d'une fontaine aux ablutions, et entourée par quatre portiques (riwaq). La salle de prière conserve ses rangées d'arcades portées par une véritable forêt de colonnes, la tradition assurant qu'aucune d'entre elles n'est véritablement identique à une autre, du fait des reconstructions successives. Certaines sculptures sur bois (au niveau des architraves, notamment) datent du IXe siècle, constituant les parties les plus anciennes du bâtiment. Les murs nord et ouest conservent des baies datées du XIVe siècle, garnies de moucharabiehs. Les anciens minarets ont été détruits et remplacés par la tour actuelle, édifiée au XIXe siècle.
Le bâtiment est ouvert aux non-musulmans, en dehors des prières et des fêtes religieuses.

## Dans la culture
L'écrivain argentin Jorge Luis Borges évoque la mosquée à la fin de sa nouvelle L'Aleph (1945). Il affirme que les fidèles qui la fréquentent savent très bien que l'univers est à l'intérieur d'une des colonnes de pierre autour de sa cour centrale. Personne ne peut le voir, mais ceux qui approchent leur oreille de la surface affirment percevoir, peu après, sa rumeur affairée. Il ajoute que, si le bâtiment date du VIIe siècle, les colonnes proviennent d'autres temples de religions pré-islamiques.